# St. Georg (Ehrenstetten)

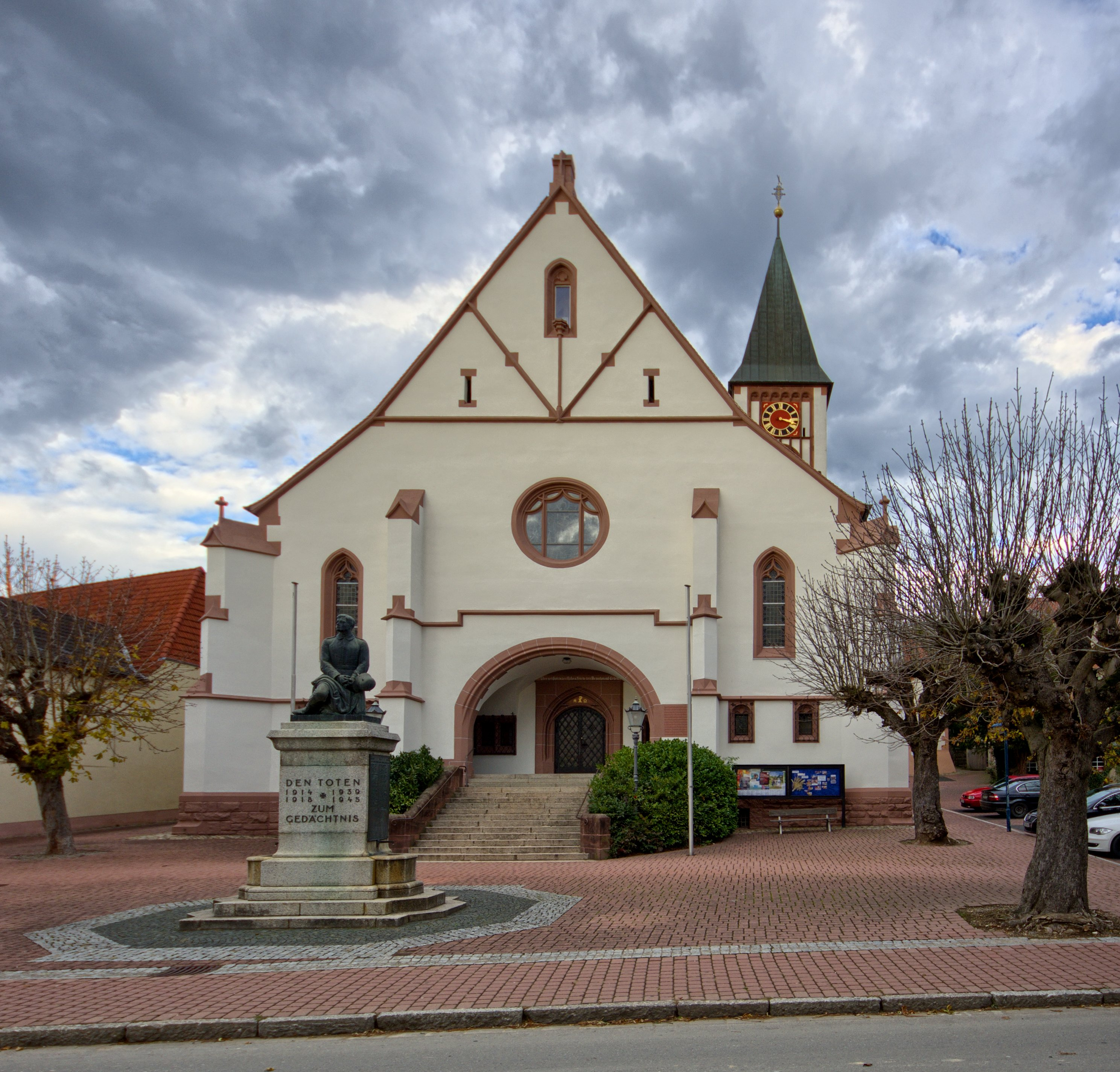
St. Georg

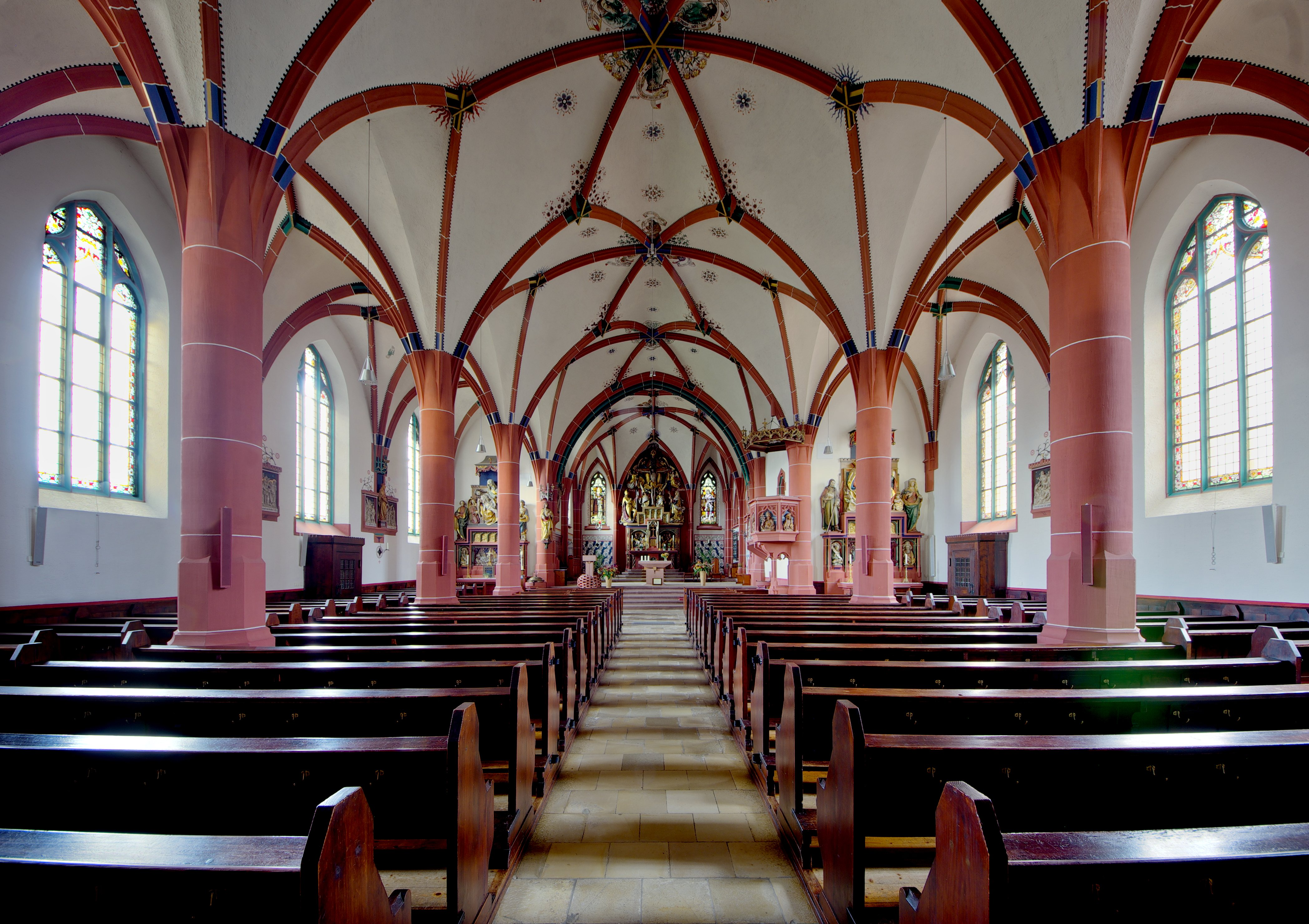
Blick zum Altar

Die katholische Kirche St. Georg in Ehrenstetten, einem Ortsteil der Gemeinde Ehrenkirchen im Landkreis Breisgau-Hochschwarzwald in  Baden-Württemberg, steht in der Ortsmitte. Sie gehört zur Seelsorgeeinheit/Katholischen Kirchengemeinde Batzenberg–Obere Möhlin im Dekanat Breisach-Neuenburg des Erzbistums Freiburg.

## Geschichte
Nachgewiesen ist ein Kirchengebäude seit dem Jahr 1350 im Bistum Basel. Die Gemeinde war allerdings so klein, dass sie keinen eigenen Pfarrer hatte, sondern zur Pfarrei Kirchhofen gehörte. Die Kirche St. Mariä Himmelfahrt in Kirchhofen war nicht weit entfernt und der Weg nicht beschwerlich. Trotzdem hatte die Gemeinde 1841 die Errichtung einer eigenen Pfarrei beantragt und war 1842 so massiv aufgetreten, dass sie einen entsprechenden Antrag an die 2. Kammer der Landstände gerichtet hatte. Es ist nicht bekannt, ob das auf reiner Bequemlichkeit beruhte oder Ehrenstetten als bevölkerungsreichere Gemeinde einfach davon ausging, einen entsprechenden Anspruch zu haben. Ein neuer Antrag 1903 wurde ebenfalls abgelehnt, aber der Gemeinde doch ein hürdenreicher Weg aufgezeigt, der 1909 zur Begründung einer eigenen Kirchengemeinde führte.
Sie war allerdings kirchenrechtlich vollständig von der Pfarrei in Kirchhofen abhängig, ihr Pfarrer war als sogenannter Kurat tätig. Heftig und intensiv zwischen dem katholischen Stiftungsrat von Ehrenstetten und dem Erzbischöflichen Ordinariat in Freiburg geführte Verhandlungen über eine Eigenständigkeit scheiterten 1922 – mit der Folge, dass eine selbstständige Pfarrgemeinde erst 1962 entstand, mit dem Kuraten Karl Boll als erstem Gemeindepfarrer. 1972 wurde sie mit der Pfarrei von St. Ulrich und 1975 mit der von Bollschweil zusammenlegt.

## Kirche

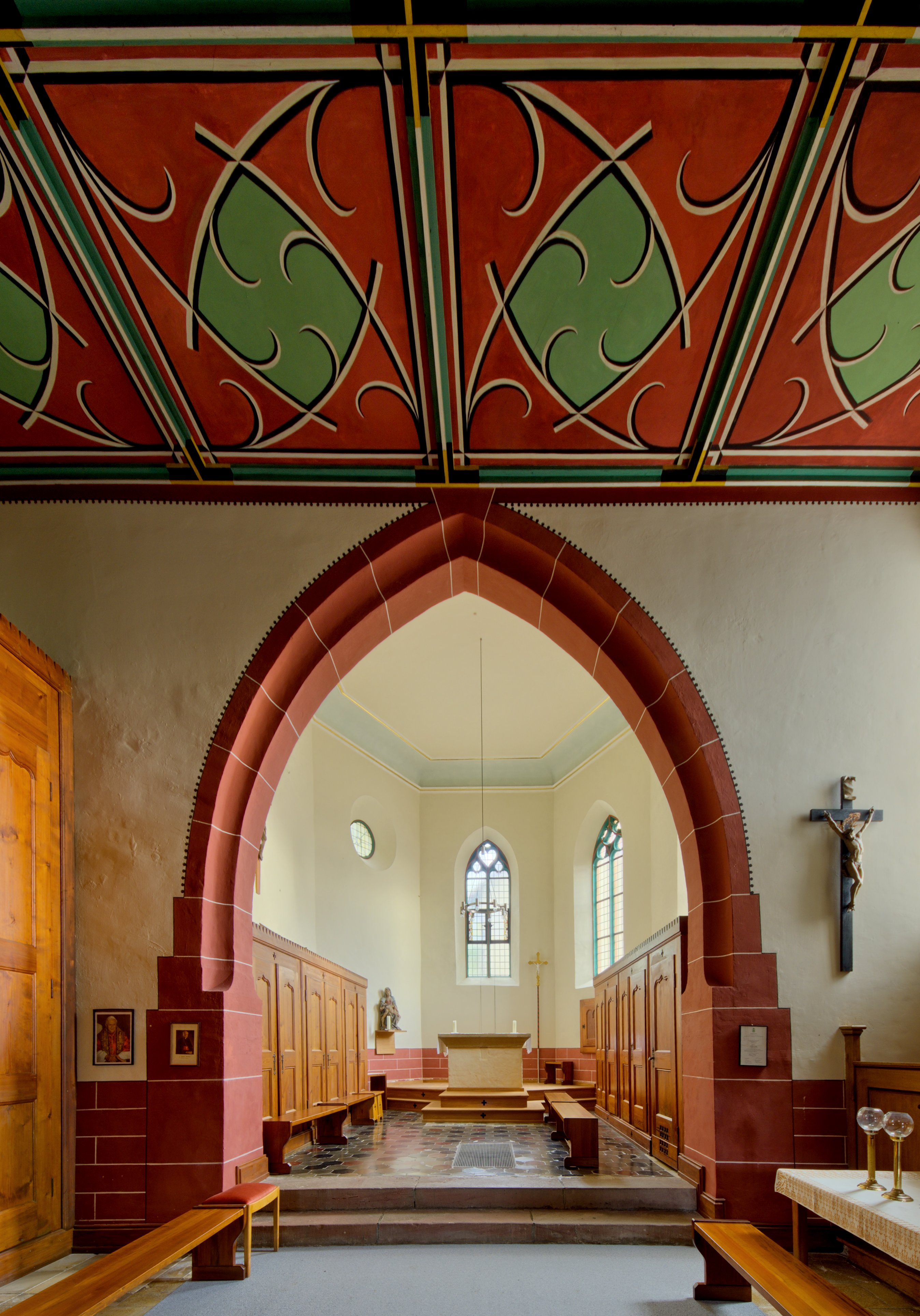
Blick in die dem heiligen Fridolin geweihte alte Kirche

Die neue Kirche wurde im neugotischen Stil errichtet, nach Plänen des Erzbischöflichen Bauamts in Freiburg im Breisgau unter Raimund Jeblinger. Die Ausarbeitung der Pläne, die Kostenberechnung und die Bauaufsicht hatte der Architekt oder Techniker Luger inne. Ein Bauführer wurde nicht eingesetzt, weil die „örtliche Bauleitung“ als ausreichend angesehen wurde. Mit dieser Formulierung in den Bauakten war Vincenzo Merazzi (* 18. Dezember 1874 in Cagno (Lombardei), † 2. April 1926 in Ehrenstetten) gemeint, der sich, wie auch bei anderen von ihm betreuten Bauprojekten, mit seiner Familie vor Ort niedergelassen hatte. Er war seit seiner Auswanderung nach Deutschland im Jahr 1900 Angestellter der Baufirma Leopold Grab in Oberrotweil.
Den Bauplatz hatte die politische Gemeinde der neuen Kirchengemeinde geschenkt. Nach dem Abriss des „Schopp'schen Anwesens“ erfolgte die Grundsteinlegung am 29. Mai 1911. Die neue Kirche schließt rechtwinklig an die ursprüngliche Kirche an, die nicht abgerissen wurde, sondern mit einer Hälfte den Altarraum bildet, während die andere Hälfte bis 2012 als Sakristei weiter genutzt wurde. Die Weihe am 13. Oktober 1912 nahm der Freiburger Erzbischof Thomas Nörber vor. In den Hochaltar kamen Reliquien der Heiligen Valentius und Vitus, sowie eines weiteren, unbenannten Märtyrers.
Anlässlich der Kirchenweihe wurde Vincenzo Merazzi für seine zuverlässige und erfolgreiche Arbeit mit dem Titel „Erzbischöflicher Baumeister“ geehrt. Auf Anraten des Bürgermeisters blieb er in Ehrenstetten, wo er sich mit einem Baugeschäft selbstständig machte. Wohl wegen seiner Vertrauensstellung in der Gemeinde wurde er, obgleich Italiener, bei Ausbruch des Ersten Weltkriegs nicht interniert. Als er 52-jährig starb, hinterließ er seinem ältesten Sohn Antonio (* 1902) ein angesehenes Baugeschäft.
Im Jahre 2012 wurde die Sakristei dem heiligen Fridolin geweiht und steht nun als Gebetsraum zur Verfügung. Am Schnittpunkt der beiden Kirchenbauten liegt der Kirchturm, der schon zur alten Kirche gehörte. Im Rahmen des Neubaus wurde er um ein Drittel mit einem neuen Glockenstubengeschoss erhöht. Im Anschluss an das Schopp’sche Anwesen wurde 1925 ein weiteres Gebäude abgerissen, weil dort das Pfarrhaus errichtet werden sollte. Da das aber nicht realisiert wurde, befindet sich dort heute der Parkplatz neben der Kirche.
Die letzte größere Renovation der Kirche erfolgte um das Jahr 2000. Neben dem Einbau einer neuen Heizung und Beleuchtung wurde der Altarraum neu gestaltet.
Die Orgel ist ein Werk der Firma Fischer & Krämer aus dem Jahr 1972.
Eng verbunden mit der Gemeinde ist der Kirchenchor „St. Georg Ehrenstetten“, der ebenfalls 1912 gegründet wurde und 2012 sein hundertjähriges Bestehen feierte., abgerufen am 16. August 2019

## Glocken
Am 4. August 1912 wurden vier Glocken geweiht, die von der Glockengießerei Grüninger in Rotbronze gegossen worden waren. Nur der kleinsten, der Barbara-Glocke, entging das Schicksal, 1942 im Zuge des Zweiten Weltkriegs eingeschmolzen zu werden. Die anderen drei wurden 1949 wiederum von der Glockengießerei Grüninger neu gegossen, wenn auch mit abweichendem Gewicht, wobei aber Name, Ton und Sinnspruch erhalten blieben.
| Name        | Gewicht | Gussjahr | Gießerei                             | Sinnspruch |
| ----------- | ------- | -------- | ------------------------------------ | --- |
| Herz Jesu   | 800 kg  | 1949     | Glockengießerei Grüninger, Neu-Ulm   | Wie Jesus einst ruf' ich euch zu: Sucht Frieden Ihr und Ruh'! In jeder Not, in jedem Schmerz kommt her zu Jesu Herz!             |
| St. Georg   | 600 kg  | 1949     | Glockengießerei Grüninger, Neu-Ulm   | St. Georg bin ich genannt, als Patron euch wohlbekannt. Nun ruf als Glock' ich in den Ort: Vergesst nicht Mess' und Gottes Wort! |
| St. Maria   | 400 kg  | 1949     | Glockengießerei Grüninger, Neu-Ulm   | Zum Ave Maria rufe ich, drum Sankta Maria heisse ich, die Mutter Gottes preise ich und ihren Schutz erflehe ich.                 |
| St. Barbara | 0?      | 1912     | Glockengießerei Grüninger, Villingen | St. Barbara heiss ich, Tote bewein’ ich und ruf ihnen zu: Habt ewige Ruh!                                                        |

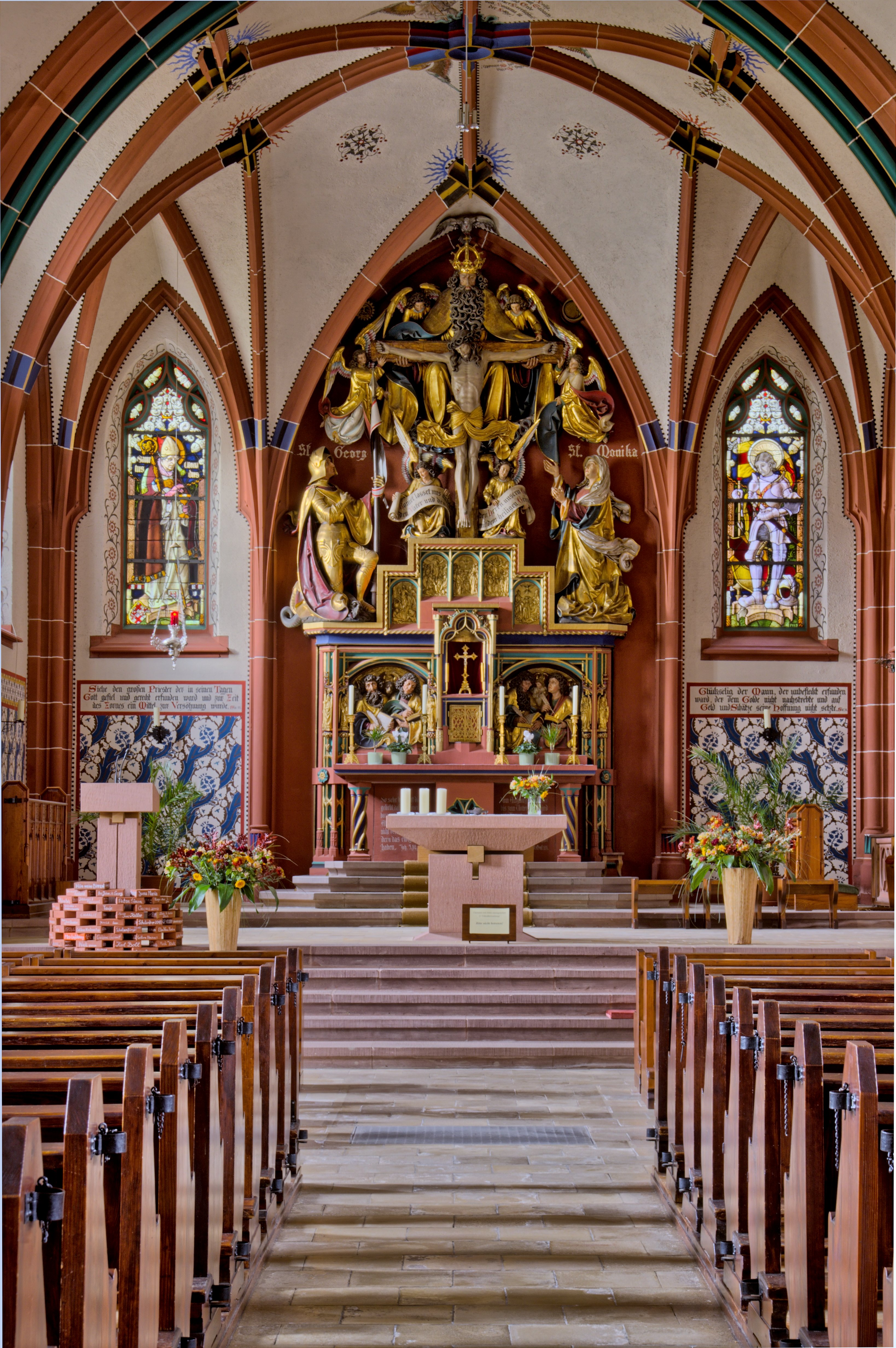
Der Hauptaltar mit den beiden Seitenfenstern
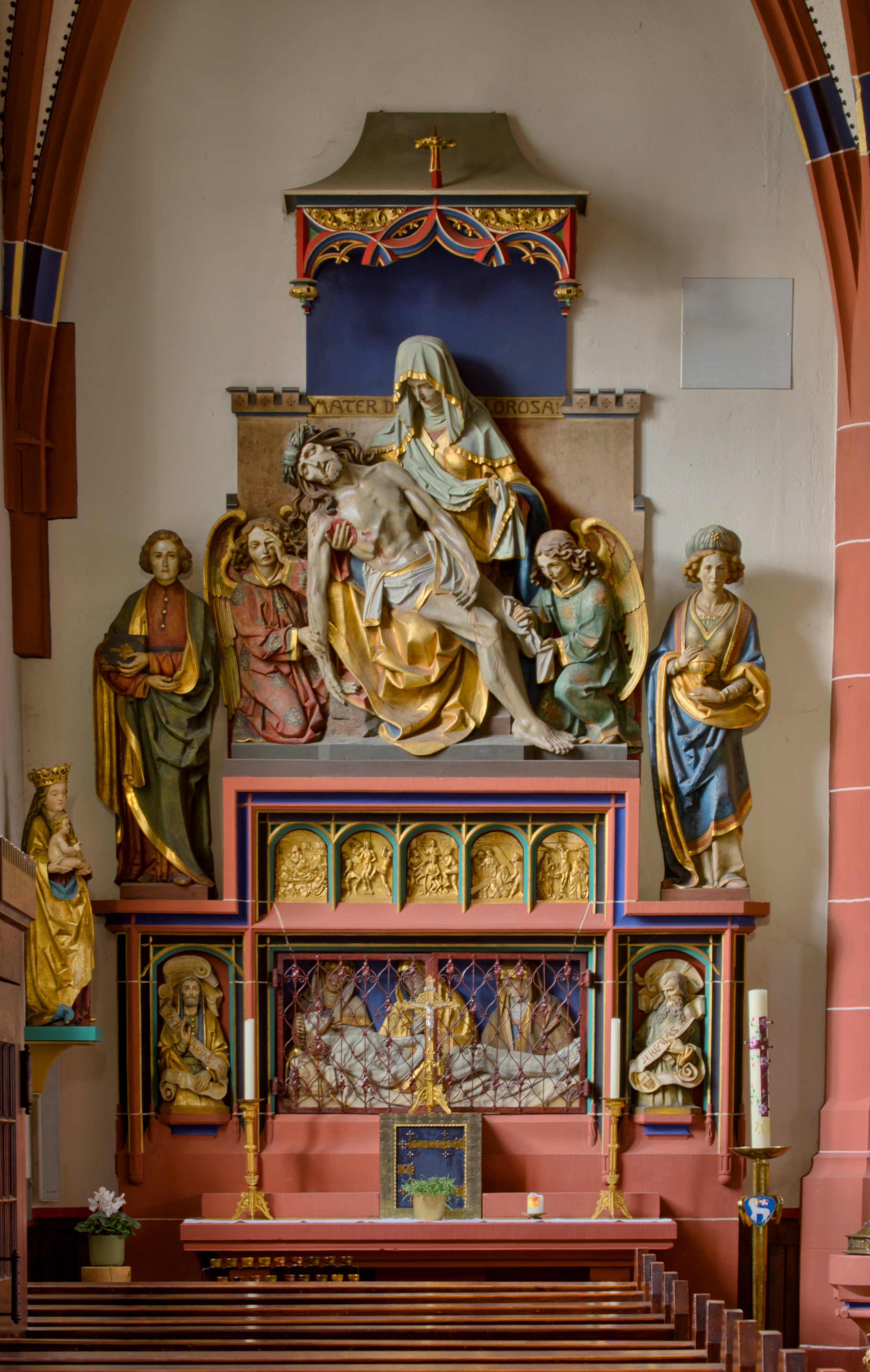
Der linke Seitenaltar
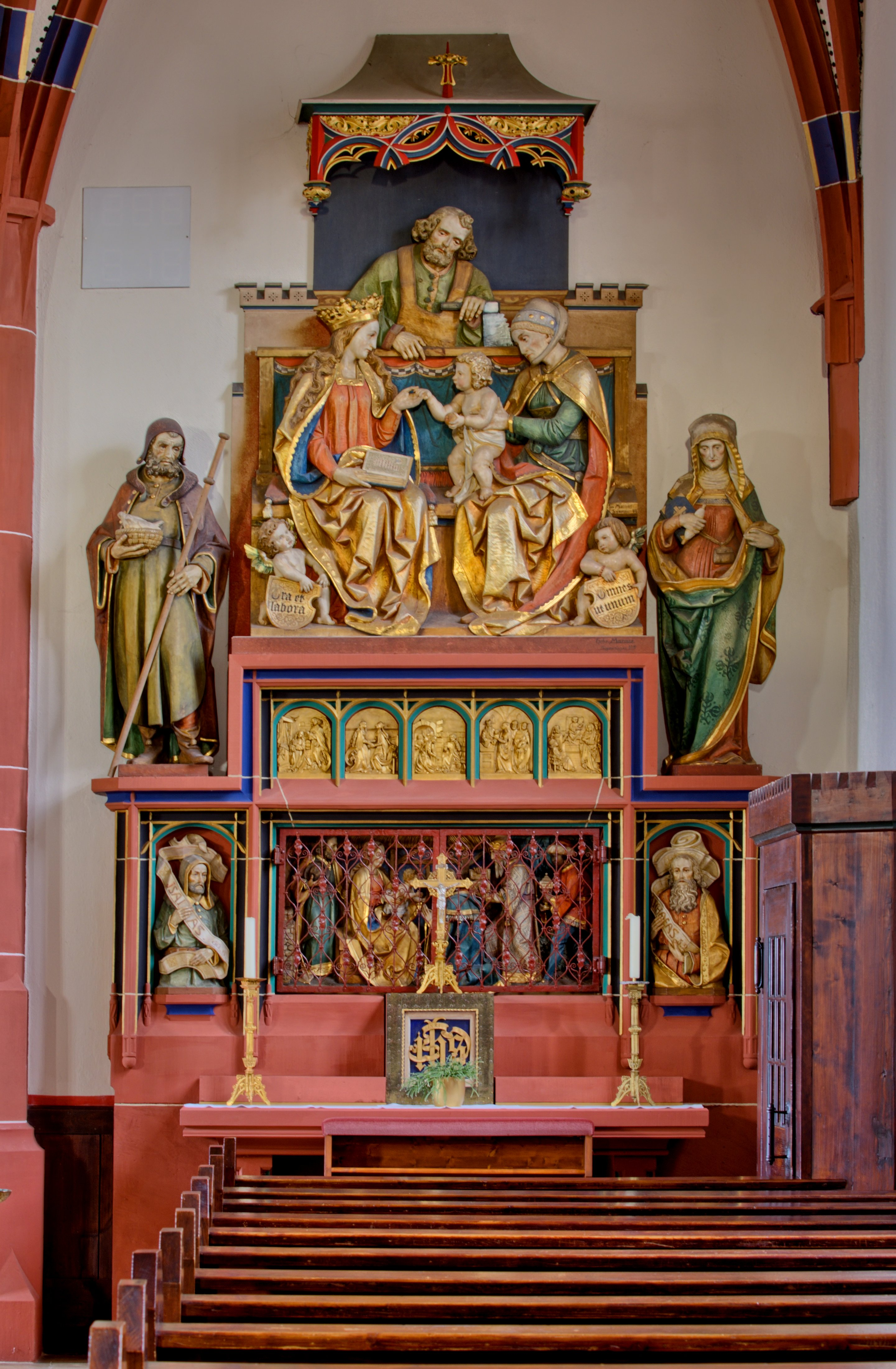
Der rechte Seitenaltar
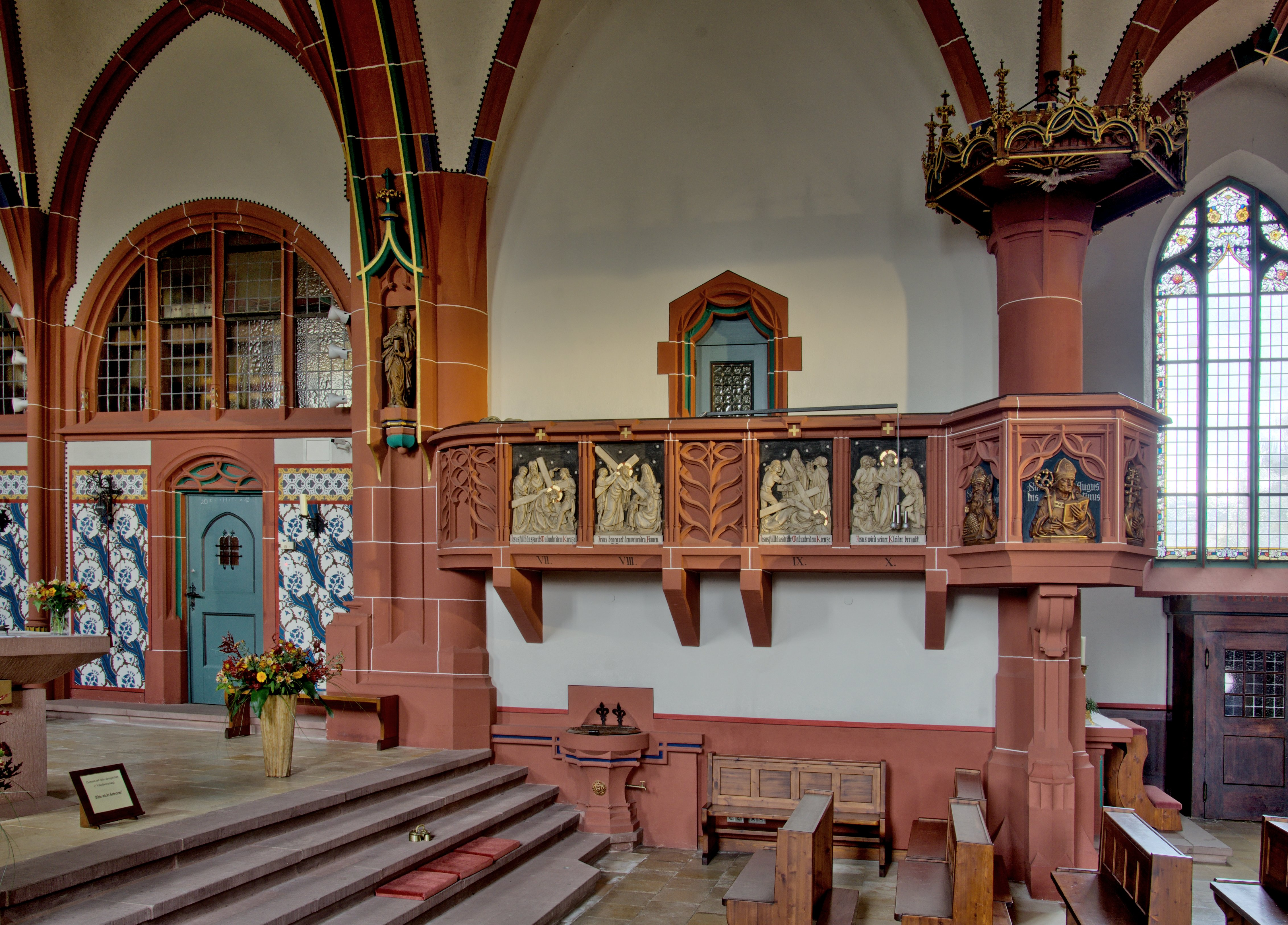
Kanzel
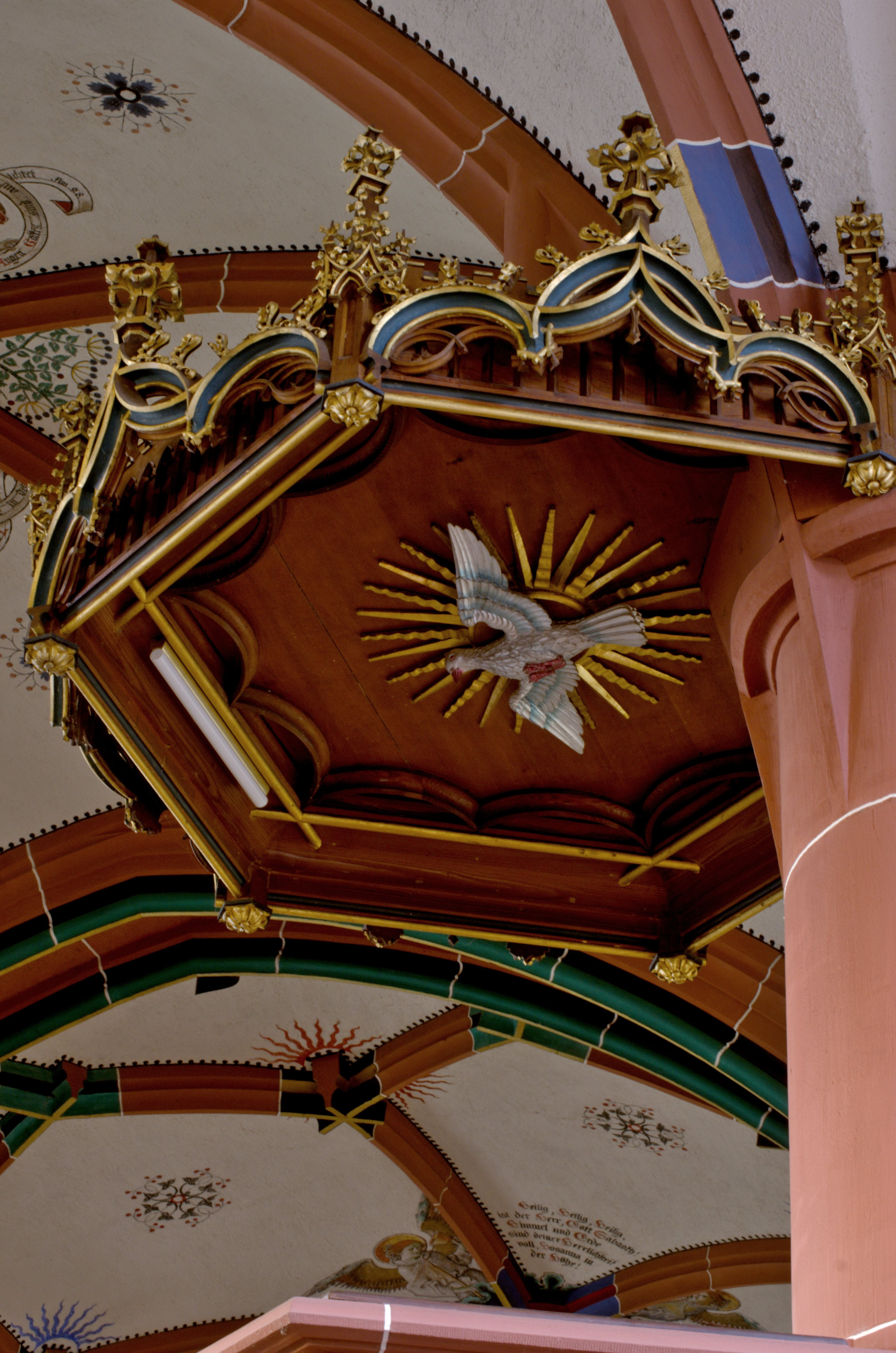
Kanzelabdeckung
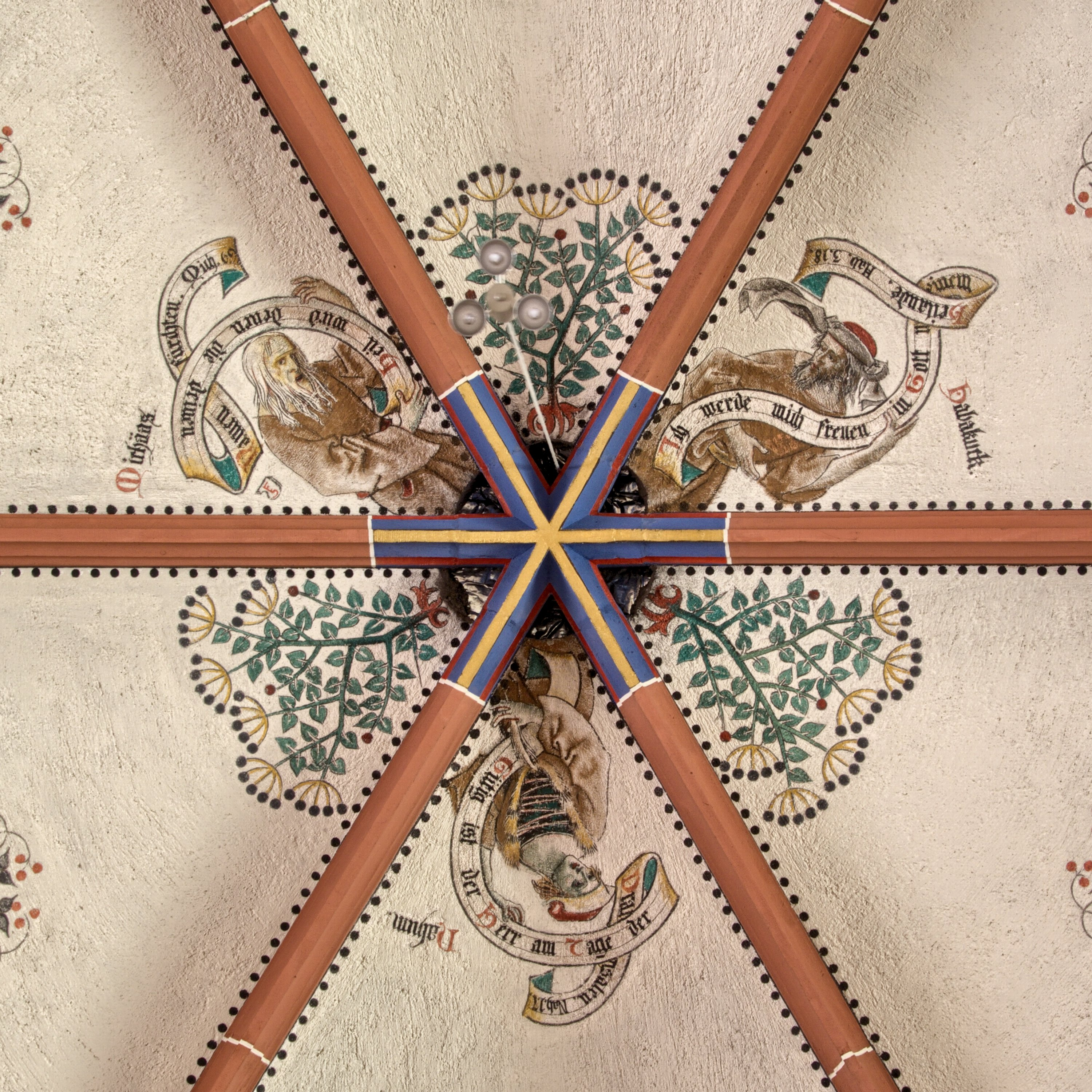
Eine von vier Deckenfiguren in der Halle
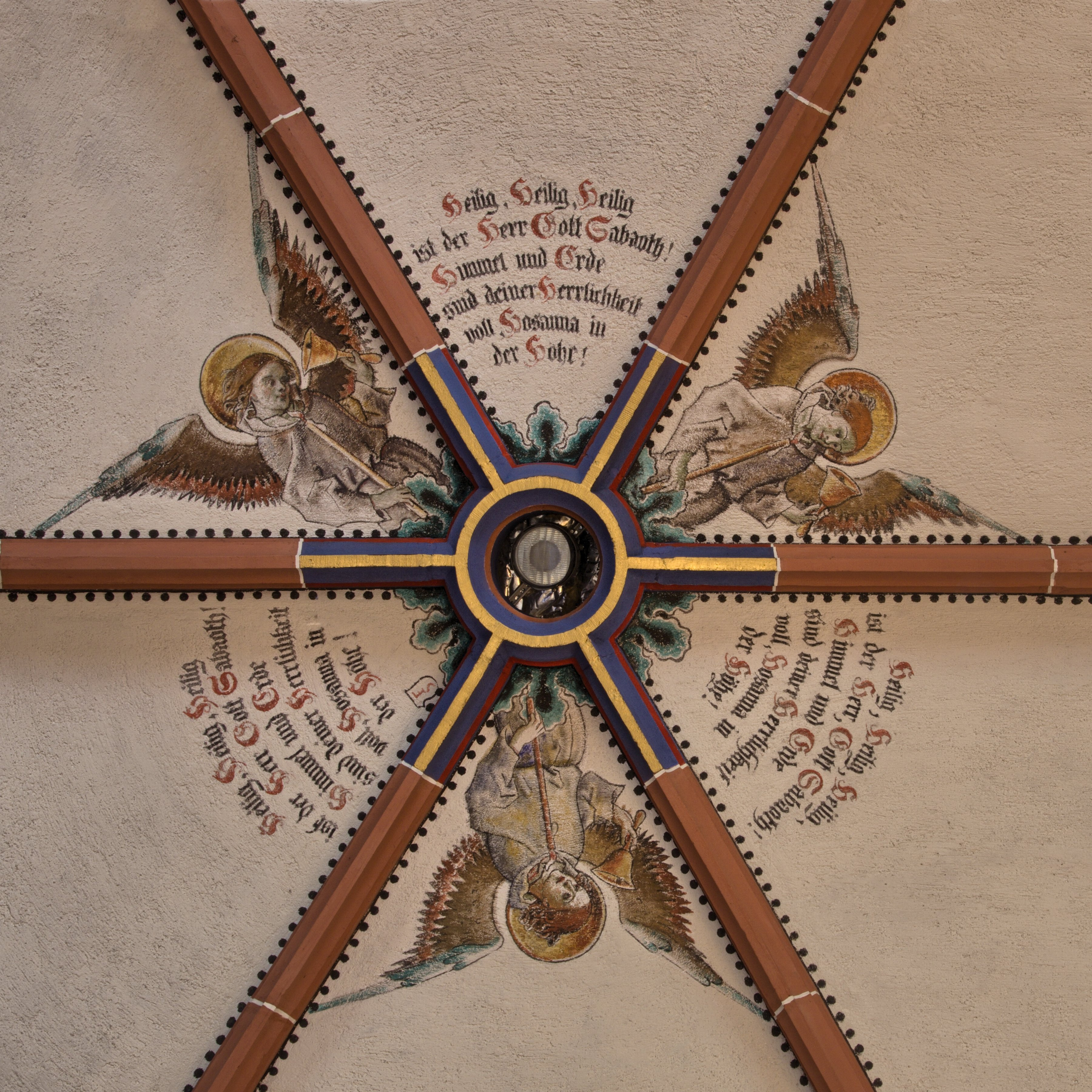
Deckenfigur im Chor
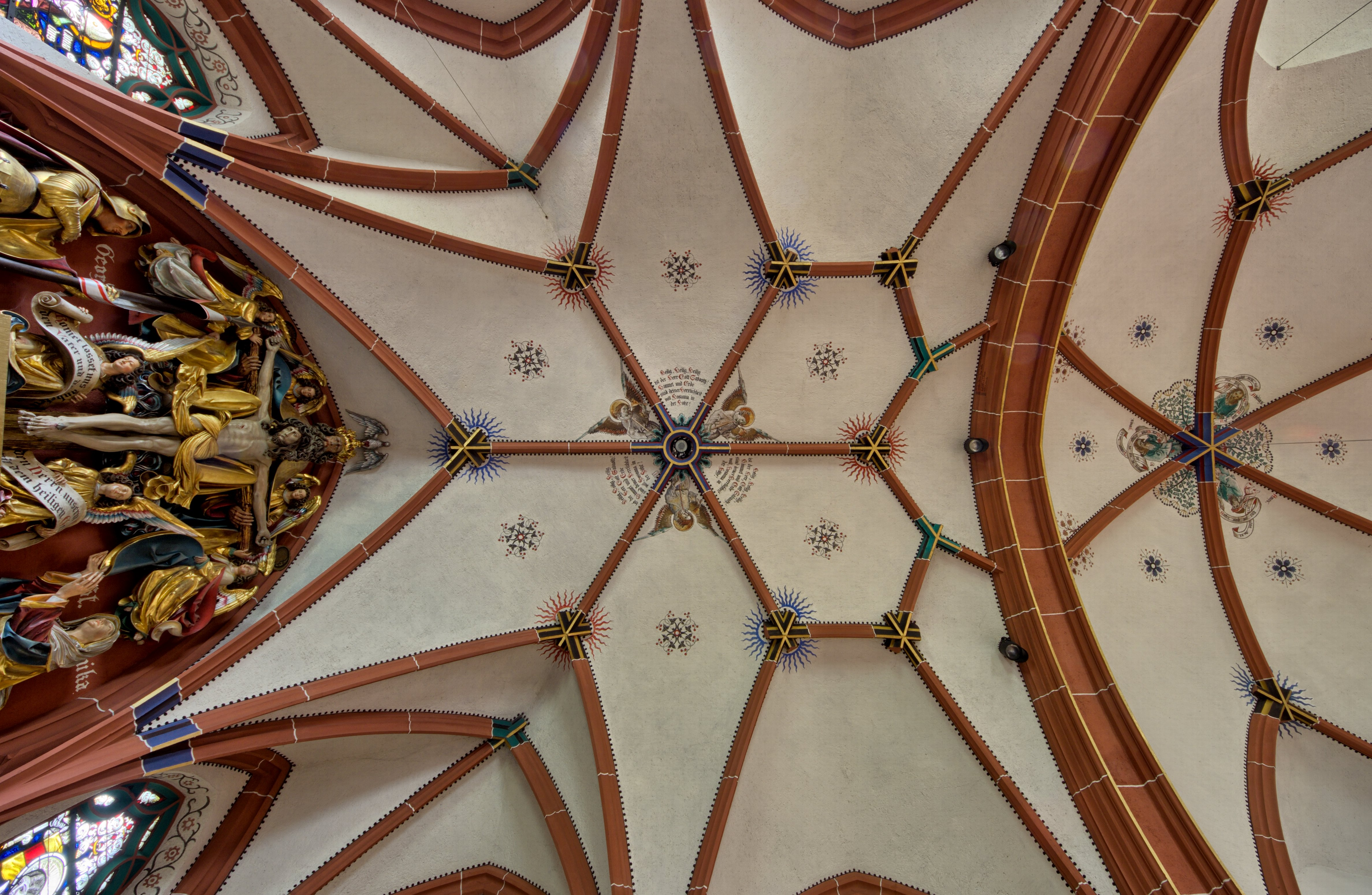
Decke des Chors